# 1975 en jeu vidéo
Cet article présente les faits marquants de l'année 1975 concernant le jeu vidéo.

## Événements
- 22 novembre : Création de l'entreprise Eidansha Boshu Service Center qui sera renommée Enix en 1982[1].

## Principales sorties de jeux
- Gun Fight de Midway.